# Тосо
Тосо или о-тосо (яп. 屠蘇) — саке со специями, традиционно употребляется во время новогодних праздников в Японии. Согласно поверью, тот, кто попробовал в Новый год о-тосо, всегда будет здоров. Традиция пить о-тосо в Новый год зародилась во время династии Тан в Китае, а во время периода Хэйан перешла к японским аристократам.

## Культура
Чашки «саказуки» трёх разных размеров, передаются по кругу, где каждый член семьи или гость отпивает понемногу. Питейные ритуалы разнятся по регионам, по традиции чашки передаются от младшего к старшему члену семьи. Однако в Японии, примерно в начале периодов Мэйдзи или Сёва, обычай изменился и глава семьи, как правило, отпивает первым.

## Ингредиенты
Считается, что рецепт напитка был изобретен знаменитым китайским врачом Хуа То в период Саньго. Рецепт несколько изменился со временем, сейчас, как правило, в состав о-тосо входят сычуаньский перец, корица, сушеный имбирь и много других трав.